# Зозуля, Роман Владимирович
Рома́н Влади́мирович Зозу́ля (укр. Роман Володимирович Зозуля, родился 22 июня 1979 года в Запорожье) — украинский гимнаст, серебряный призёр Олимпийских игр 2000 года и чемпионата мира 2001 года в командном первенстве. Выступал в составе клуба «Динамо» (Запорожье). На Олимпиаде в Афинах в 2004 году занял 10-е место в многоборье.

### Награды
- Орден «За заслуги» III степени (06.10.2000)[1]